# 진명호
진명호(陳詺昊, 1989년 3월 20일 ~ )는 전 KBO 리그 롯데 자이언츠의 투수이다.

## 선수 시절

### 롯데 자이언츠시절
2009년에 입단하였다. 입단 당시 유망주로 기대를 받았으나 2011년에는 다소 불안한 모습을 보였다. 그러나 당시 감독이었던 양승호에게 신뢰를 조금씩 주기 시작했다. 주로 롱 릴리프나 임시 선발로 출전하다가 그 해 10월 6일 시즌 최종전인 한화전에 선발 등판해 5이닝 2실점으로 데뷔 첫 승을 기록했다.

### 상무 야구단시절
2014년에 입단하였다.

### 롯데 자이언츠복귀
2015년에 복귀하였다. 2022년 시즌 후 방출되어 은퇴하였다.

## 트리비아
- 전주고에 다녔고[1], 효천고로 전학하는 과정에서 1년을 유급했다.

## 에피소드
- 2013년 4월 18일 키움 히어로즈전에서 구원 등판해 서건창에게 위협구를 던져 당시 구심이었던 문승훈에게 퇴장 선언을 받았다. 당시 감독이었던 김시진은 주의 한 번 없이 퇴장을 선언하자 문승훈에게 항의를 하는 장면이 나올 때 덕아웃에서 퇴장을 당하고 눈물을 흘리는 장면이 화면에 잡혔다. 이후 징계 위원회에서 100만원의 벌금과 5경기 출장 정지 징계를 받았고 같은 날 키움 히어로즈의 이택근은 고의로 타구를 맞은 것에 대해 벌금 100만원의 징계를 받았다.

## 출신 학교
- 전주진북초등학교
- 전라중학교
- 전주고등학교(전학) → 순천효천고등학교
- 영남사이버대학교

## 통산 기록
| 연도 | 팀명   | 평균자책점 | 경기 | 완투 | 완봉 | 승 | 패 | 세 | 홀 | 승률  | 타자 | 이닝  | 피안타 | 피홈런 | 볼넷 | 사구 | 탈삼진 | 실점 | 자책점 |
| ---- | ------ | ---------- | ---- | ---- | ---- | -- | -- | -- | -- | ----- | ---- | ----- | ------ | ------ | ---- | ---- | ------ | ---- | ------ |
| 2010 | 롯데   | 19.64      | 3    | 0    | 0    | 0  | 2  | 0  | 0  | 0.000 | 42   | 7.1   | 14     | 6      | 8    | 0    | 5      | 16   | 16     |
| 2011 | 롯데   | 4.88       | 31   | 0    | 0    | 1  | 2  | 0  | 0  | 0.333 | 213  | 48    | 48     | 6      | 26   | 0    | 45     | 32   | 26     |
| 2012 | 롯데   | 3.76       | 23   | 0    | 0    | 2  | 1  | 0  | 1  | 0.667 | 260  | 60    | 48     | 8      | 41   | 3    | 54     | 23   | 23     |
| 2013 | 롯데   | 7.88       | 4    | 0    | 0    | 0  | 0  | 0  | 0  | -     | 41   | 8     | 11     | 0      | 10   | 1    | 3      | 7    | 7      |
| 2017 | 롯데   | 0.00       | 4    | 0    | 0    | 0  | 0  | 0  | 0  | -     | 20   | 5     | 1      | 0      | 5    | 0    | 7      | 0    | 0      |
| 2018 | 롯데   | 4.38       | 60   | 0    | 0    | 5  | 4  | 1  | 9  | 0.556 | 282  | 61.2  | 53     | 7      | 46   | 1    | 65     | 34   | 30     |
| 2019 | 롯데   | 3.41       | 60   | 0    | 0    | 3  | 2  | 0  | 9  | 0.600 | 273  | 63.1  | 56     | 4      | 35   | 1    | 51     | 24   | 24     |
| 2020 | 롯데   | 7.18       | 37   | 0    | 0    | 0  | 1  | 0  | 2  | 0.000 | 146  | 31.1  | 29     | 3      | 22   | 2    | 32     | 25   | 25     |
| 2021 | 롯데   | 4.81       | 33   | 0    | 0    | 2  | 2  | 0  | 3  | 0.500 | 107  | 24.1  | 20     | 3      | 14   | 2    | 24     | 14   | 13     |
| 2022 | 롯데   | 6.06       | 16   | 0    | 0    | 0  | 0  | 0  | 0  | -     | 80   | 16.1  | 23     | 1      | 9    | 2    | 11     | 12   | 11     |
| 통산 | 10시즌 | 4.84       | 271  | 0    | 0    | 13 | 14 | 1  | 24 | 0.481 | 1464 | 325.1 | 303    | 38     | 216  | 12   | 297    | 187  | 175    |